# Средняя Чебенька
Средняя Чебенька — река в России, протекает по Оренбургской области. Устье реки находится в 138 км по правому берегу реки Сакмары. Длина реки составляет 47 км.

## Название
Название «Чебенька» связывают с башкирским «себен» и татарским «чебен» — «муха», «мушиный», с русским суффиксом «к» и окончанием -а. Так реку могли назвать за обилие в прибрежных зарослях комаров, мух, мошкары, оводов, не дающих покоя скоту.

## Притоки (км от устья)
- 10 км: река Кудрявка
- 26 км: река Раковка

## Данные водного реестра
По данным государственного водного реестра России относится к Уральскому бассейновому округу, водохозяйственный участок реки — Сакмара от впадения реки Большой Ик и до устья. Речной бассейн реки — Урал (российская часть бассейна).
Код объекта в государственном водном реестре — 12010000712112200006503.